# Potamonautes macrobrachii
Potamonautes macrobrachii is een krabbensoort uit de familie van de Potamonautidae. De wetenschappelijke naam van de soort is voor het eerst geldig gepubliceerd in 1953 door Bott.